# Staffan Löf
Olof Staffan Zakarias Löf, född 10 september 1945 i Ströms församling i Jämtlands län, är en svensk företagsledare.

## Biografi
Löf avlade filosofie kandidat-examen vid Uppsala universitet 1972 och anställdes samma år som lärare och forskare vid universitetet. Han var vice verkställande direktör för Epitec AB 1984–1990 och verkställande direktör för Pitch Technologies AB 1991–2010. Åren 1995–1996 var Löf tillika teknisk attaché i San Francisco.
Staffan Löf invaldes 1999 som ledamot av Kungliga Krigsvetenskapsakademien.